# Seppo Paakkunainen

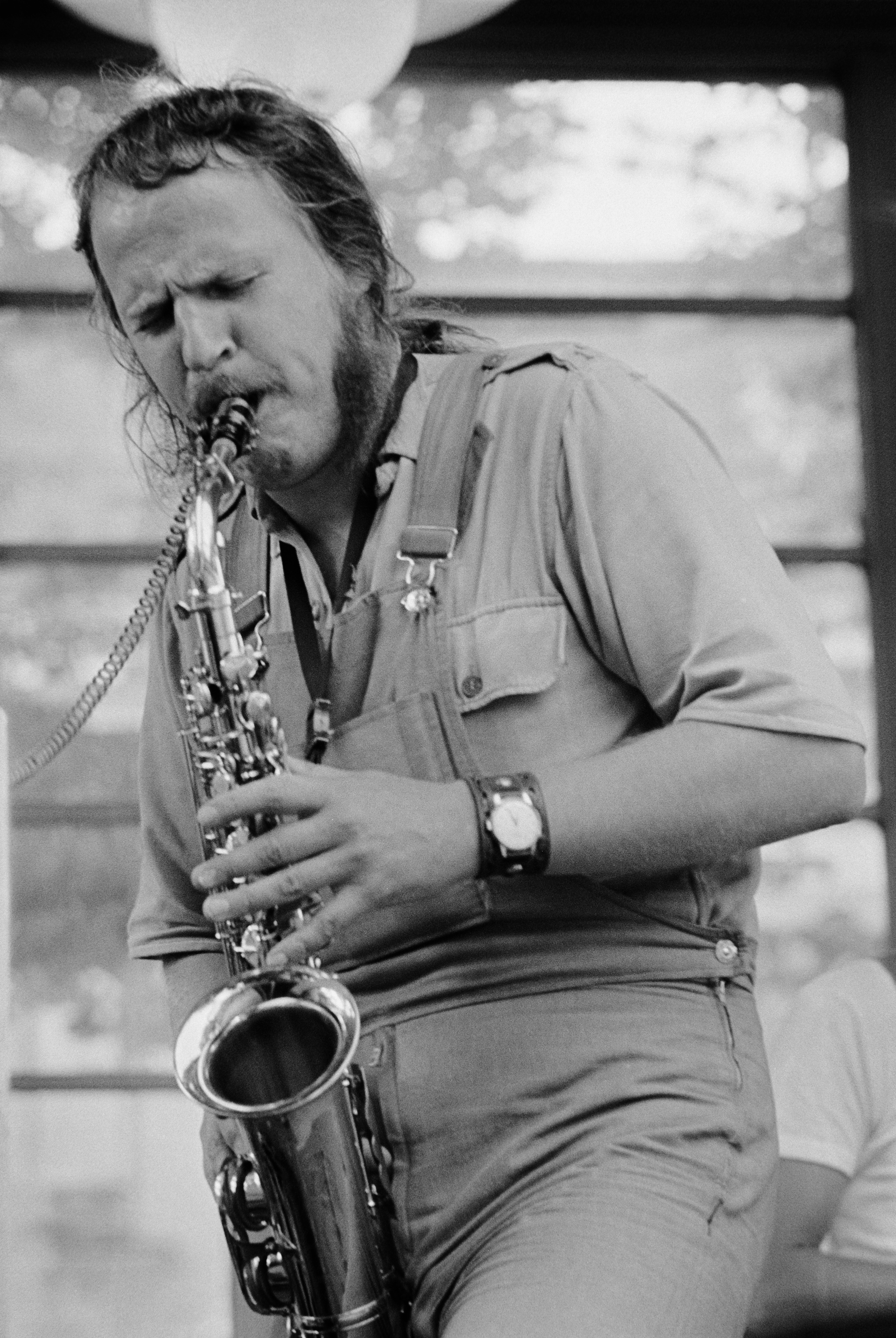
Der „Baron“ Paakkunainen im Jahr 1973.

Seppo Toivo Juhani Paakkunainen (Seppo „Paroni“ Paakkunainen, Seppo „Baron“ Paakkunainen, * 24. Oktober 1943 in Tuusula) ist ein finnischer Jazzmusiker (Saxophon, Komposition).

## Leben und Wirken
Paakkunainen studierte nach Unterricht bei  Olli Ruottinen Anfang der 1960er Jahre Flöte an der Sibelius-Akademie und begann sich nach einem Konzert von Lars Gullin zusätzlich für das Baritonsaxophon zu interessieren. Während des Studiums entstanden mit Teemu Hauta-Aho und Ek Lönnqvist erste Aufnahmen im Bereich der freien Musik.
Mit der Gruppe Soulset gewann Paakkunainen  1968 einen Jazzwettbewerb in Sofia. Das Tuohi Quartet mit Heikki Sarmanto, Teppo Hauta-aho, Edward Vesala (das Matti Konttinen von Yleisradio als „Superband“ initiierte) gewann 1971 den EBU-Wettbewerb für Jazzbands beim Jazzfestival in Montreux. 1975/76 war er für ein (ihn enttäuschendes)  Kompositionsstudium am Berklee College of Music.
Mit der eigenen Band Karelia spielte Paakkunainen eine Kombination aus Jazz und finnischer Volksmusik. Als Mitglied der George Gruntz Concert Jazz Band, der er fünf Jahre angehörte, trat er als erster finnischer Jazzmusiker in der New Yorker Carnegie Hall auf. Auch mit seiner Gruppe Karelia, mit der Tapiola Big Band und mit der Combo von Heikki Sarmanto bereiste er die USA. 
Mit der Band Conjunto Baron verband Paakkunainen  Latin Jazz mit finnischer Volksmusik. Sein Universal Peace Orchestra war eines ersten World-Music-Ensembles in Finnland. Mit Nils-Aslak Valkeapää spielte er eine Kombination aus dem traditionellen lappländischen Joiku-Gesang und Jazz.
Mit Pentti Lahti, Pepa Päivinen und Janne Murto gründete Paakkunainen das erste finnische Saxophonensemble Saxperiments, mit dem er seit 1989 auftrat; neben Kompositionen von Charlie Haden und Astor Piazzolla spielte es auch seine eigenen Werke; drei seiner Kompositionen finden sich auf dem gleichnamigen Debütalbum der Gruppe. Ein weiteres wichtiges Ensemble war das Trio Nueva Finlandia, das er in den frühen 1990er Jahren mit Eero Ojanen und Teppo Hauta-aho gründete; die Gruppe galt als eines der Aushängeschilder des Free Jazz in Finnland. Auf dem Album Baritone (Dragon Records 2002) spielte er mit einer finnisch-schwedischen Besetzung mit Peter Gullin, dem Sohn seines frühen Idols Lars Gullin. Weiterhin arbeitete er mit Anthony Braxton.
Schon früh komponierte und arrangierte Paakkunainen für Irwin Goodman, Katri Helena, Matti & Teppo, M. A. Numminen, Jukka Kuoppamäki, Kirka („Hetki beat“), Eero ja Jussi & The Boys und anderen Künstler im Folk- und Unterhaltungsbereich. Das Teoston-Stipendium, das er 1970 erhielt, erlaubte es, mehr Zeit für die Kompositionen aufzuwenden. Das über halbstündige Werk Nunnu von 1971 schrieb er für die Band Karelia und eine Big Band; es verbindet finnische Volksmusik mit Jazz. Weiterhin komponierte er Sinfonien, Chorwerke nach dem Kalevala, Stücke für Bigbands, Schauspiel- und Filmmusiken sowie die Oper At the Heart of Everything (2003).

## Diskographische Hinweise
- Plastic maailma (1971)
- Tuohi Klang: Pennselmann Hits Vol. 2765 (1972)
- Karelia  (1972)
- The Best of Karelia
- Tuohihuilu (1981)
- Ha! What's Going On?, Trio Nueva Finlandia (1998)
- Baritone mit Peter Gullin, Tero Saarti, Lars Sjösten, Pekka Sarmanto, Filip Augustsson, Reino Laine, Bosse Söderberg (2002)
- Baron (2003, Kompilation)